# قلقل ذهبي
قلقل ذهبي (الاسم العلمي:Abrus aureus) هو نوع من النباتات يتبع جنس القلقل من الفصيلة البقولية.